# Ruta Nacional 76 (Argentina)
La Ruta Nacional 76 es una carretera argentina, que se localiza en el oeste de la Provincia de La Rioja. En su recorrido de 385 kilómetros (240 millas) conecta la Ruta Nacional 150 de donde nace, casi en el límite con la Provincia de San Juan y en el extremo sudeste del parque nacional Talampaya, con el paso montañoso internacional Pircas Negras, situado a una altitud de 4165 m s. n. m. (unos 16500 pies).
El tramo al sur de la localidad riojana de Vinchina está pavimentado.
En el km 59 se localiza la entrada norte al parque nacional Talampaya. Esta ruta pasa por el interior de la Reserva Provincial Laguna Brava.

## Localidades
Las ciudades y localidades por los que pasa esta ruta de sudeste a noroeste son las siguientes (los cascos de población con menos de 5000 hab. figuran en itálica).

### Provincia de La Rioja
Recorrido: 385 km (kilómetro 0 a 385).
- Departamento Independencia: no hay poblaciones; atraviesa el parque geológico Talampaya.
- Departamento Coronel Felipe Varela: Pagancillo (km 86) y Villa Unión (km 116).
- Departamento General Lamadrid: Villa Castelli (km 154).
- Departamento Vinchina: Villa San José de Vinchina (km 185) y Jagüé (km 219).
- Frontera chilena: paso internacional Pircas Negras

## Historia
Al sur de la Ruta Nacional 40 (los primeros 112 km), este camino pertenecía a jurisdicción provincial, por lo que este tramo formaba la Ruta Provincial 26. La construcción de la ruta 76 comenzó durante la gobernación de Juan Melis.
Al norte de la Ruta Nacional 40, el convenio firmado el 14 de noviembre de 1972 entre la Dirección Nacional de Vialidad y Vialidad Provincial, pasó la Ruta Provincial 21 entre Villa Unión y Vinchina (63 km) a jurisdicción nacional. Otro convenio firmado el 16 de mayo de 1975, pasó la Ruta Provincial 22 entre Vinchina y Jagüé (36 km) también a jurisdicción nacional para que el Gobierno Nacional construya un camino a Chile. A este camino se le dio la denominación Ruta Nacional 77. El camino hasta la frontera no fue realizado por los problemas limítrofes con el vecino país durante el año 1978, en que se cerraron casi todos los pasos fronterizos. El Decreto Nacional 1595 del año 1979 volvió a la órbita provincial esta carretera con lo que se le cambió la denominación a Ruta Provincial 26.
El gobierno provincial y la Dirección Nacional de Vialidad firmaron un convenio el 29 de septiembre de 1989 por el que se transfirió la Ruta Provincial 26 entre Villa Unión y Alto Jagüé a la Nación.
En mayo de 1999 comenzaron las obras para pavimentar el tramo que va desde la localidad de Vinchina hasta la frontera chilena, con un plazo estimado de ejecución de tres años; la construcción se paralizó en 2000, por lo que sólo pueden circular automotores todoterreno hasta la frontera chilena.

## Traza antigua
Antes de 1980 había otra ruta con este número: se trata de la carretera que se proyectó desde Nonogasta hacia el este hasta el Dique Los Sauces, con una longitud de 55 km. Sólo se construyó el tramo desde Nonogasta hasta el paraje La Puerta (24 km) en los Bajos de Santa Elena. El resto del recorrido debería atravesar la Sierra de Velasco y nunca se construyó. El Decreto 1595 del año 1979 lo transfirió a la provincia de La Rioja. Actualmente es la Ruta Provincial 76 y es de tierra.